# Puntate de Il giornalino di Gian Burrasca
Le otto puntate della miniserie televisiva Il giornalino di Gian Burrasca andarono in onda in prima visione sul Programma Nazionale, il sabato in prima serata (dalle 21,05 alle 22,00 circa), dal 19 dicembre 1964 al 6 febbraio 1965.
| nº | Titolo                       | Prima TV Italia  |
| -- | ---------------------------- | ---------------- |
| 1  | Giannino comincia a far guai | 19 dicembre 1964 |
| 2  | La girandola sul frack       | 26 dicembre 1964 |
| 3  | Il piumino nell'occhio       | 2 gennaio 1965   |
| 4  | I razzi nel caminetto        | 9 gennaio 1965   |
| 5  | Giannino in casa Collalto    | 16 gennaio 1965  |
| 6  | Giannino in casa Maralli     | 23 gennaio 1965  |
| 7  | Giannino in collegio         | 30 gennaio 1965  |
| 8  | Addio giornalino             | 6 febbraio 1965  |